# 姫路市手柄山中央公園緑の相談所
姫路市手柄山中央公園緑の相談所（ひめじしてがらやまちゅうおうこうえんみどりのそうだんじょ）は、兵庫県姫路市手柄山中央公園にある施設。1989年(平成元年)6月1日に開所。

## 概要
この施設は、姫路市を花と緑にみちた潤いあるまちづくりを推進していく拠点として開設された。活動は観葉植物展などの相談所主催の展示会をはじめ、各種野生ランの展示会など市内の園芸愛好家のグループと共催で各種展示会を開催している。また、手柄山中央公園内に日本庭園・バラ園・サンクガーデンなどの見本園のほかカスケードを設けている。
旧・姫路市交通局モノレール線の手柄山駅跡に設けられており、2011年より手柄山交流ステーションの一部となっている。

## 移転計画
姫路市のキャスティ21計画、手柄山再開発計画により、手柄山温室植物園と機能が統合されて文化センター跡地に移転される予定。

## 交通アクセス
- 山陽電気鉄道 手柄駅 下車徒歩約10分
- JR 姫路駅 より神姫バス
  - 姫路駅南口
    - [97系統]武道館・植物園前　下車徒歩北に約5分　土曜・日曜・祝日のみ
    - [95,96系統]姫路市文化センター前　下車徒歩南に約5分
- 姫路バイパス 中地ランプから約3分

駐車場
- 手柄山山頂駐車場（約50台）
- 手柄山第1立体駐車場（約500台）

## 周辺施設
- 姫路市立水族館
- ウインク武道館
- 姫路市立山陽中学校